# Анатолий (Связев)
Архимандрит Анатолий (в миру Августин Связев; 1771 — после 1813) — архимандрит Борисоглебского монастыря Ярославской епархии Русской православной церкви, педагог-законоучитель Морского кадетского корпуса, ректор Ярославской духовной семинарии.

## Биография
Августин Связев родился около 1771 года; обучался в Александро-Невской академии.
В 1794 году он поступил диаконом к Санкт-Петербургской Владимирской церкви в придворных слободах. В 1795 году овдовел и был определён учителем Закона Божия и российской словесности в Морской кадетский корпус.
В 1798 году Августин Связев постригся в монашество с именем Анатолия, а в 1800 году был рукоположён в иеромонаха и причислен к соборным иеромонахам Александро-Невской лавры.

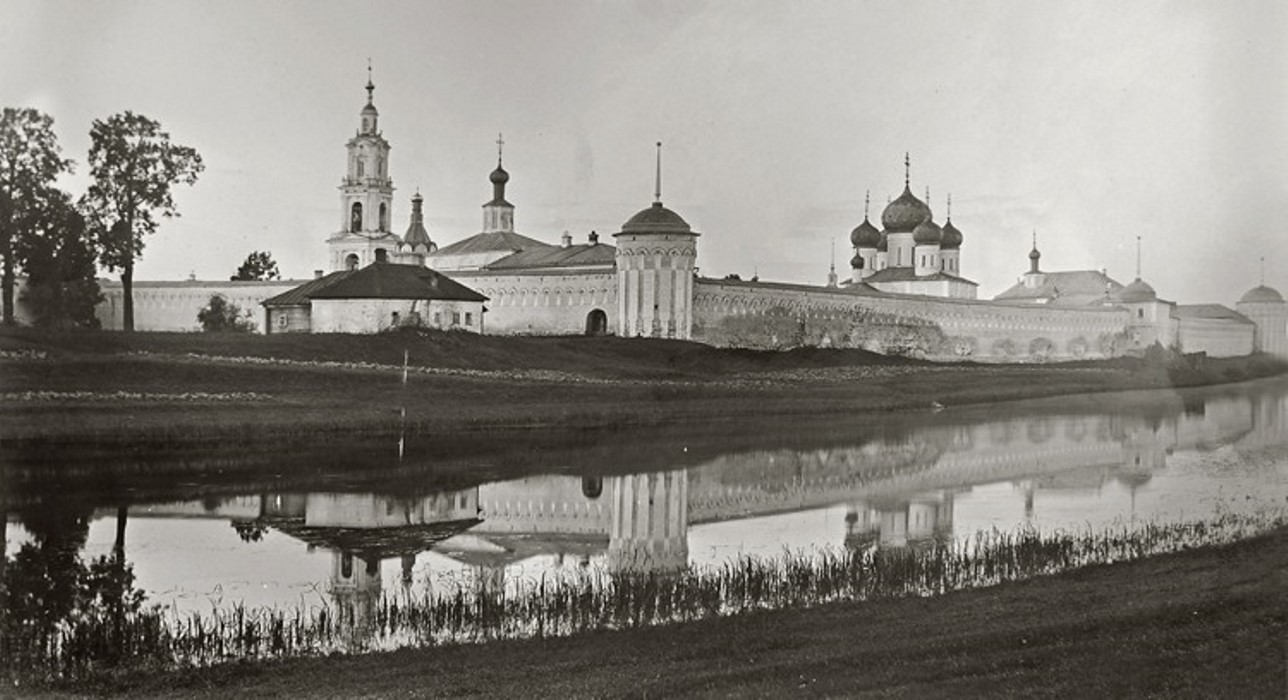
Калязин монастырь, где отец Анатолий провёл свои последние дни

15 августа 1802 года Анатолий Связев был возведён в сан архимандрита Казанского Успенского Зилантова монастыря, а 25 сентября 1805 года перемещён в Можайский Лужецкий монастырь, он ни в одном из этих монастырей не бывал, состоя всё время законоучителем корпуса и исполняя чреду священнослужения и проповеди Слова Божия в Санкт-Петербурге.
В июле 1806 года архимандрит Анатолий назначен настоятелем Антониева Краснохолмского монастыря в городе Твери и присутствующим в тверской Консистории, а в 1807 году поступил учителем герменевтики в Тверскую духовную семинарию.
3 ноября 1808 года он был перемещён в Ростовский Борисоглебский монастырь Ярославской епархии, присутствовал в консистории и до 1810 года занимал должность ректора и учителя богословия в Ярославской духовной семинарии.
6 октября 1813 года Анатолий Связев, по болезни, уволен на покой в Тверской Калязин монастырь и там вскоре скончался.